# Zemplényi Magda
Zemplényi Magda, született Zempliner (Budapest, 1899. december 1. – Budapest, 1966. február 3.) magyar festőművész, grafikus.

## Élete
Zemplényi (Zempliner) Áron (Ármin) könyvelő és Lőwy Aranka (Aurélia) leánya. Tudását autodidakta módon fejlesztette. Művészeti tanulmányait az 1930-as évek közepén Aba-Novák Vilmos szabadiskolájában folytatta. Itt ismerkedett meg későbbi férjével, Marosán Gyula festőművésszel. A harmincas évek végétől az Ernst Múzeum kiállításain szerepelt. Rendszeresen kiállított a KUT művészcsoporttal és szerepelt az OMIKE Művészakció által szervezett kiállításokon. Az 1940-es években, az 1945 után Európai Iskola néven jelentkező művészcsoporthoz csatlakozott. Gyűjteményes kiállítását Pán Imre és Bálint Endre előszavával 1945-ben rendezték meg az MKP belvárosi szervezetében. 1946-ban és 1947-ben részt vett az Elvont Művészek Csoportjának első és második csoportkiállításán, 1947-ben a Galéria a 4 világtájhoz és az Alkotás Művészház kiállításán. 1950-ben elvált a később külföldre távozó Marosántól, majd az ötvenes években kiszorult a művészeti közéletből és visszavonultan alkotott. Az 1960-as évek elején hagyományos stílusú képeket is festett. Alkotásai a pécsi Modern Magyar Képtárban és hazai magángyűjteményekben találhatóak. A magyar művészek közül leginkább Vajda Lajos, a külföldiek közül pedig Edvard Munch és Picasso voltak rá nagy hatással. Halálát mellrák okozta 66 éves korában.

## Magánélete
Első házastársa Vámos Manó (Weinberger Emánuel) volt, akivel 1924. április 1-jén Bécsben kötött házasságot. Később elvált tőle, majd 1944-ben Marosán Gyula festőművész felesége lett, aki a nyilasuralom alatt életét kockáztatva bújtatta őt.